# Playa de Niñóns
La playa de Niñons está situada en la parroquia homónima del municipio de Puenteceso (provincia de La Coruña, Galicia, España).

## Accesos
Se puede llegar en coche desde el pueblo de Niñóns. Cuenta con algunas plazas de aparcamiento.

## Galería

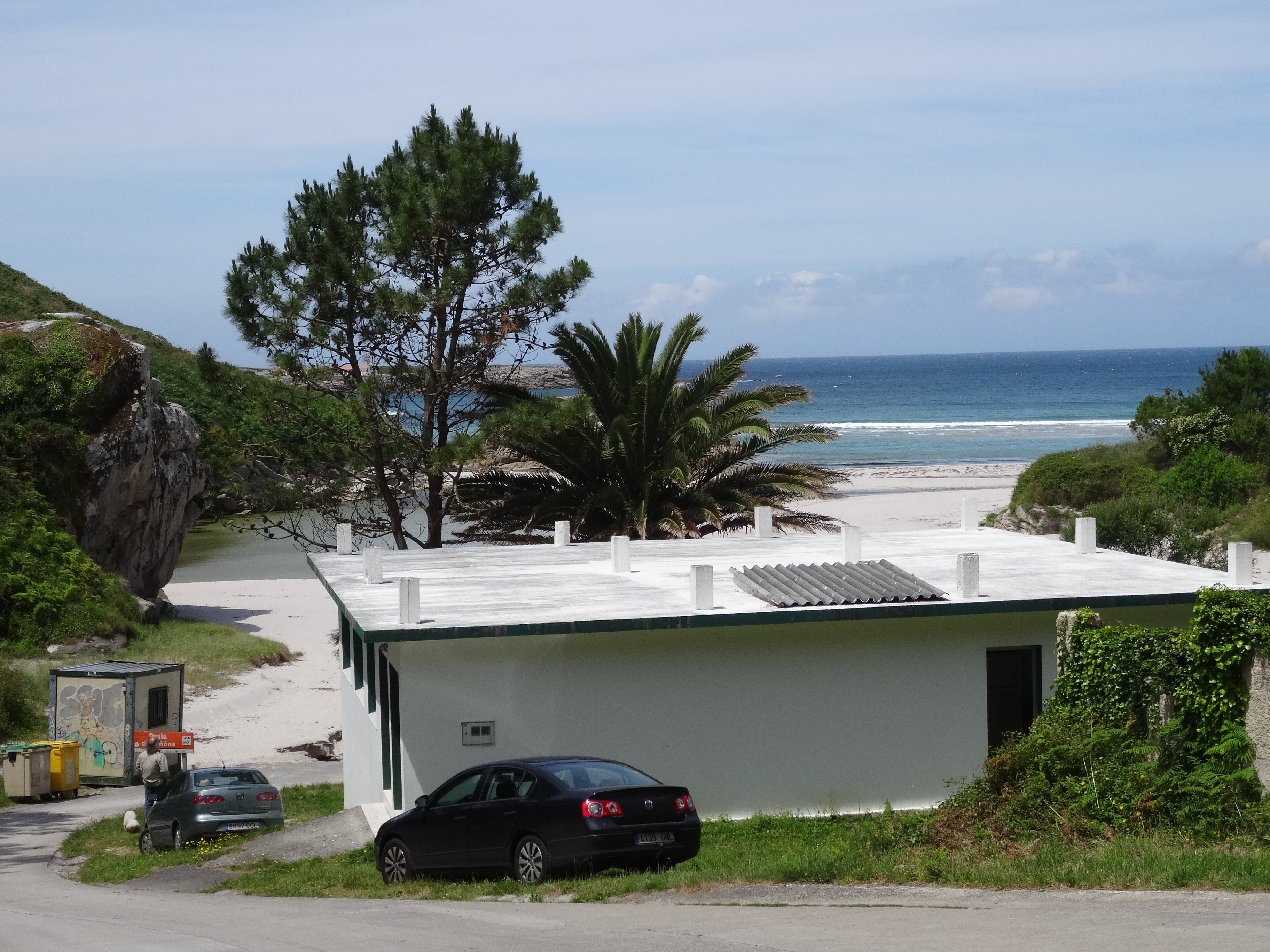
Acceso a la playa.
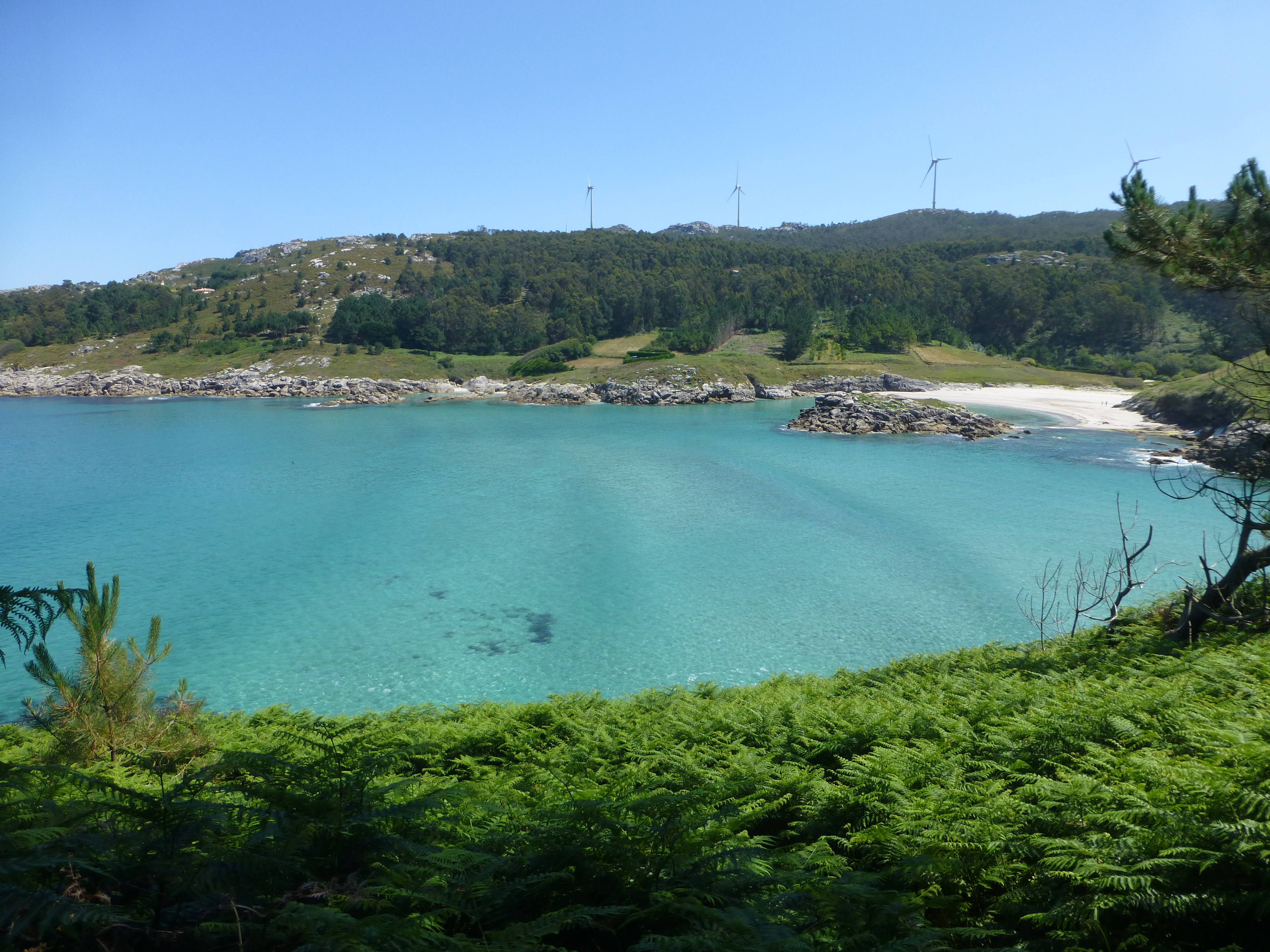
Vista de la playa.
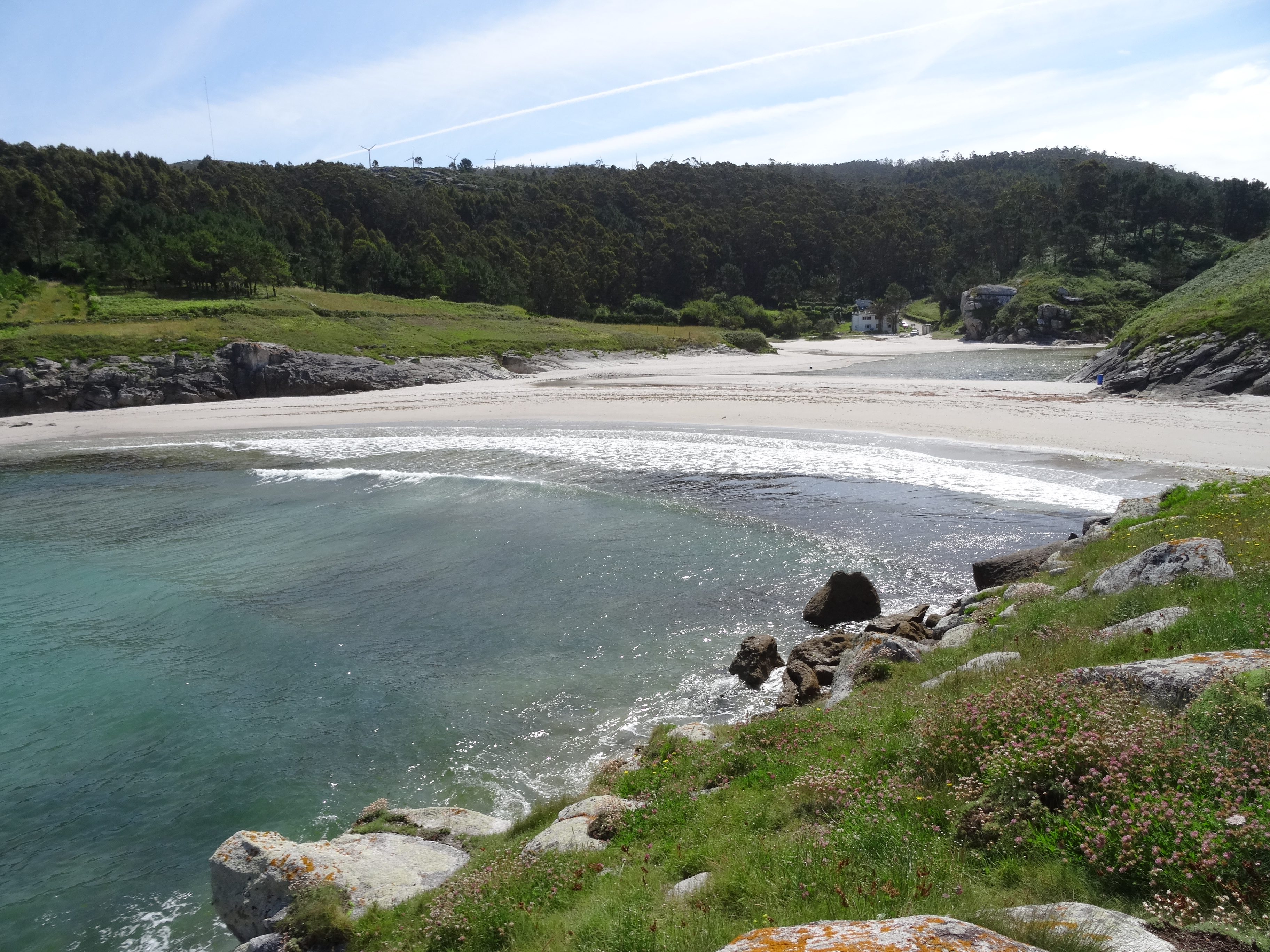
La playa desde el islote.